# تيري غودار
تيري غودار (بالفرنسية: Thierry Godard)‏ (و. 1967 – م) هو ممثل من فرنسا .

## روابط خارجية
- تيري غودار على موقع IMDb (الإنجليزية)
- تيري غودار على موقع ألو سيني (الفرنسية)
- تيري غودار على موقع أول موفي (الإنجليزية)
- تيري غودار على موقع قاعدة بيانات الأفلام السويدية (السويدية)
- تيري غودار على موقع قاعدة بيانات الفيلم (الإنجليزية)
- تيري غودار على موقع كينوبويسك (الروسية)